# 첼랴빈스크주
첼랴빈스크주는 러시아의 우랄산맥 지역에 위치한 연방주체이고 유럽과 아시아의 경계에 있다. 그것의 행정중심은 첼랴빈스크의 도시이다.

## 지리

### 시간대
예카테린부르크 시간 (YEKT)에 놓여 있다. UTC와의 시차는 +0600 (YEKT)이다.

## 주민
러시아인 81%, 타타르인 6.2%, 바시키르인 4.5%, 우크라이나인 3%, 기타 5.3%가 거주한다.
| 연도                | 인구      | ±%     |
| ------------------- | --------- | ------ |
| 1926                | 2,564,012 | —      |
| 1939                | 1,729,000 | −32.6% |
| 1959                | 2,976,625 | +72.2% |
| 1970                | 3,288,801 | +10.5% |
| 1979                | 3,438,866 | +4.6%  |
| 1989                | 3,623,732 | +5.4%  |
| 2002                | 3,603,339 | −0.6%  |
| 2010                | 3,476,217 | −3.5%  |
| 2021                | 3,431,224 | −1.3%  |
| Source: Census data |           |        |

인구: 3,431,224 (2021년 인구 조사); 3,476,217 (2010년 인구 조사); 3,603,339 (2002년 인구 조사); 3,623,732 (1989년 인구 조사).

## 행정 구역

### 군
- 아가폽스키군
- 아르가야시스키군
- 아신스키군
- 브레딘스키군
- 체바르쿨스키군
- 체스멘스키군
- 카르탈린스키군
- 카슬린스키군
- 카타프이바놉스키군
- 키질스키군
- 코르킨스키군
- 크라스노아르메이스키군
- 쿠나샥스키군
- 쿠신스키군
- 나가이박스키군
- 냐제페트롭스키군
- 옥탸브리스키군
- 플라스톱스키군
- 삿킨스키군
- 소스놉스키군
- 트로이츠군
- 우벨스키군
- 우이스키군
- 바르넨스키군
- 베르흐네우랄스키군
- 예만젤린스키군
- 옛쿨스키군